# Francis Hunter
Francis »Frank« Townsend Hunter, ameriški tenisač, * 28. junij 1894, New York, ZDA, † 2. december 1981, Palm Beach, Florida, ZDA.
Francis Hunter se je v posamični konkurenci na turnirjih za Nacionalno prvenstvo ZDA najdlje uvrstil v finale, v letih 1928 in 1929, kot tudi na turnirjih za Prvenstvo Anglije leta 1923, na turnirjih za Amatersko prvenstvo Francije pa v četrtfinale leta 1929. V konkurenci moških dvojic je osvojil Nacionalno prvenstvo ZDA leta 1927 ter Prvenstvo Anglije v letih 1924 in 1927, v konkurenci mešanih dvojic pa Prvenstvo Anglije v letih 1927 in 1929, na turnirjih za Amatersko prvenstvo Francije pa se je uvrstil v finale v letih 1928 in 1929. Nastopil je na Poletnih olimpijskih igrah 1924 v Parizu, kjer je osvojil naslov olimpijskega prvaka v konkurenci moških dvojic z Vincentom Richardsom. V letih 1927, 1928, 1929 je bil član ameriške reprezentance v tekmovanju International Lawn Tennis Challenge, ki se je uvrstila v finale. Leta 1961 je bil sprejet v Mednarodni teniški hram slavnih.

## Finali Grand Slamov

### Posamično (3)

#### Porazi (3)
| Leto | Turnir                       | Nasprotnik v finalu | Rezultat finala         |
| 1923 | Prvenstvo Anglije            | Bill Johnston       | 0–6, 3–6, 1–6           |
| 1928 | Nacionalno prvenstvo ZDA     | Henri Cochet        | 6–4, 4–6, 6–3, 5–7, 3–6 |
| 1929 | Nacionalno prvenstvo ZDA (2) | Bill Tilden         | 6–3, 3–6, 6–4, 2–6, 4–6 |

### Moške dvojice (3)

#### Zmage (3)
| Leto | Turnir                   | Partner          | Nasprotnika v finalu                    | Rezultat finala          |
| 1924 | Prvenstvo Anglije        | Vincent Richards | Watson Washburn Richard Norris Williams | 6−3, 3−6, 8−10, 8−6, 6−3 |
| 1927 | Prvenstvo Anglije (2)    | Bill Tilden      | Jacques Brugnon Henri Cochet            | 1–6, 4–6, 8–6, 6–3, 6–4  |
| 1927 | Nacionalno prvenstvo ZDA | Bill Tilden      | Richard Norris Williams Bill Johnston   | 10–8, 6–3, 6–3           |

### Mešane dvojice (4)

#### Zmage (2)
| Leto | Turnir                | Partner           | Nasprotnika v finalu           | Rezultat finala |
| 1927 | Prvenstvo Anglije     | Elizabeth Ryan    | Kathleen McKane Leslie Godfree | 8–6, 6–0        |
| 1929 | Prvenstvo Anglije (2) | Helen Wills Moody | Joan Fry Ian Collins           | 6–1, 6–4        |

#### Porazi (2)
| Leto | Turnir                           | Partner     | Nasprotnika v finalu        | Rezultat finala |
| 1928 | Amatersko prvenstvo Francije     | Helen Wills | Eileen Bennett Henri Cochet | 6–3, 3–6, 3–6   |
| 1929 | Amatersko prvenstvo Francije (2) | Helen Wills | Eileen Bennett Henri Cochet | 3–6, 2–6        |